# Heinrich Hornig
Heinrich Hornig (* 12. Oktober 1876 in Schlotfeld-Oesau; † 8. Oktober 1958 in Itzehoe) war ein deutscher Schriftsteller, der überwiegend auf Niederdeutsch schrieb.

## Leben
Hornig besuchte die Schule in Schlotfeld, war zwei Jahre in der Präparandenanstalt in Barmstedt und besuchte drei Jahre das Lehrerseminar in Uetersen, bevor er Lehrer wurde. Er war anfangs in Ostholstein tätig und dann bis zu seiner Pensionierung in Itzehoe.
Sein Wirken ist umstritten, da er sich in der Zeit des nationalsozialistischen Regimes von Anfang an immer wieder literarisch glorifizierend zum aktuellen politischen Geschehen äußerte. Im Jahr 2002 wurde die in den 1960er Jahren nach ihm benannte Heinrich-Hornig-Straße in Itzehoe in Aaron-Rieder-Straße umbenannt.

## Werke
- In Schummern alleen, Itzehoe 1906.
- Ut Kriegstieden. Plattdütsche Gedichten, Itzehoe 1914.
- Lank holsteensche Straten. Plattdütsche Gedichen, Garding 1918.
- Ik heff di leev. Plattdütsche Gedichten, Itzehoe 1924.
- Riepe Plumm. En lütt Kinnerbook, Itzehoe 1924.
- Ut'n Nötknick, Garding 1927.
- Ut'n Goldbarg, Garding 1927.
- True Leev, Itzehoe 1927.
- Mags ok Nöt?, Schleswig 1933.
- Bemöten, Itzehoe 1933.
- Borgen Glück, Itzehoe 1934.
- Op de Lebensbrügg, Itzehoe 1936.
- Lüttje Höög, Pinneberg 1936.
- Üm Anna. En Dörpvertelln, Itzehoe 1938.
- Heimat, wie blievt di tru!, Wilster 1940.
- Spaßvagels. Lustige Vertelln, Itzehoe 1943.
- Ik lach di wat. Lustige Vertelln, Itzehoe 1950.
- Mank Holstenlüüd, Itzehoe 1953.
- Wenn Wunnerwind weit, Itzehoe 1953.